# Луитпольд (маркграф Баварии)
Луитпольд (Лиутпольд; современное звучание имени — Леопольд; нем. Luitpold; около 860—4 июля 907, под Прессбургом, похоронен в монастыре Лорш) — первый правитель Баварии (889—907) после её выделения из состава Германского королевства Каролингов, основатель династии Луитпольдингов, находившейся у власти в Баварии и Каринтии до середины X века.

## Биография

### Происхождение
Возможно, Луитпольд происходил из могущественного баварского рода Хуосьеров (Хуози). Имя его отца неизвестно, но вероятно он был потомком Лиутпальда II, графа в Баварии в 814—846. Мать же его происходила из рода Вельфов: она была дочерью или внучкой графа Понтье Рудольфа (Рауля) I. Луитпольд также был родственником императора Арнульфа Каринтийского (возможно, племянником Луисвинты, матери Арнульфа).

### Правление
В 893 году император Арнульф Каринтийский передал в лен Луитпольду земли Каринтии и Верхней Паннонии. Позднее к этим владениям добавились территории вдоль Дуная (в баварском Нордгау и Донаугау) и Регенсбург. В результате Луитпольд стал самым влиятельным из графов юго-восточной Германии, что позволило ему принять титул «маркграф Баварии». На всём протяжении своего правления, Луитпольд оставался верным сторонником императора Арнульфа и его преемника Людовика IV.
Он активно занимался организацием обороны границы империи от нападений венгров и Великой Моравии. В 898 году Луитпольд одержал победу над войсками великоморавского князя Моймира II и принудил его признать сюзеренитет Германии. Существуют свидетельства, что в 903 году Луитпольд пользовался титулом «герцог Богемии» (лат. dux Boemanorum).
Луитпольд погиб 4 июля 907 года в битве с венграми при Прессбурге (ныне Братислава).

### Брак и дети
- (895/900) Кунигунда Швабская (ок. 879—915), дочь Бертольда I, пфальцграфа Швабии:

- Арнульф (898—937), герцог Баварии (c 907)
- Бертольд (900—947), герцог Баварии (c 938), герцог Каринтии (c 927)
- дочь, замужем за графом Заалгау Рудольфом